# 熱帶氣旋塔姆
熱帶氣旋塔姆（英語：Tropical Cyclone Tam）為南半球的一個熱帶氣旋。2006年1月6日有一股熱帶性低氣壓形成並持續增強，該熱帶性低氣壓在1月12日增強為熱帶風暴並獲得命名「塔姆」。儘管塔姆的移動速度略快，但其結構仍有組織性的發展，並在1月13日達到最大持續風速約85每小時（24每秒；46節）的巔峰強度。然而其繼續朝風切變較強的海域移動，使其在1月14日開始迅速減弱，隨後進入紐西蘭氣象服務有限公司駐威靈頓熱帶氣旋警報中心的責任區，而塔姆逐漸失去熱帶氣旋的特徵並轉化為溫帶氣旋，最終在1月15日消散。塔姆在獲命名後不久，對美屬薩摩亞產生數次的土石流與洪水，造成約2萬6千美元的損失，其對於紐埃、東加、富圖納島造成輕微影響。

## 氣象歷史
2006年1月6日，有一股熱帶性低氣壓在斐濟東北偏北約370公里之海面上形成，隨後斐濟氣象局給予代號「04F」，並表示此熱帶性低氣壓的路徑向西移動。然而，此熱帶性低氣壓雖處於風切變較低的海域內，但因低層環流缺乏水氣，並無顯著的強度發展。1月9日，此熱帶性低氣壓與南太平洋海面上的熱帶輻合帶開始互動，此時另一熱帶性低氣壓「05F」有顯著發展，一度被認為會將此熱帶性低氣壓吸收，最終此熱帶性低氣壓增強並吸收熱帶性低氣壓「05F」。在協調世界時20時，聯合颱風警報中心對其發布熱帶氣旋形成警報，此時深對流已環繞系統中心數個小時。
1月12日，斐濟氣象局將其升格為一級熱帶氣旋，並給予命名「塔姆」，此為2005－2006年南太平洋熱帶氣旋季第一個被命名的風暴，隨後「塔姆」以65每小時（18每秒；35節）的風速在紐阿福歐島附近經過。翌日，聯合颱風警報中心於協調世界時0時將其升格為熱帶風暴並給予編號「06P」，此時塔姆正在朝高空風力較強的區域移動，但仍被預測會持續增強。由於塔姆的移動速度較快，高空風力幾乎對其沒有影響，使其在協調世界時6時達到最大持續風速約85每小時（24每秒；46節）的巔峰強度。然而，隨著塔姆進入風切變較強的海域，造成其結構高低層分離。1月14日協調世界時0時塔姆進入紐西蘭氣象服務有限公司駐威靈頓熱帶氣旋警報中心的責任區，並以75每小時（21每秒；40節）的速度朝向南方移動，很少有熱帶氣旋能像它一樣，來到這麼高緯度後，還能保持其熱帶氣旋特質。塔姆最終在緯度33°S轉化為溫帶氣旋。殘餘低氣壓仍維持數小時，並在1月15日完全消散。

## 防災與影響
隨著塔姆的持續發展，美屬薩摩亞部分居民試圖搭乘飛及前往斐濟，最後在官方關閉機場前，只有數班飛機起飛，造成大量居民滯留在機場。斐濟氣象局針對東加與富圖納島發布熱帶氣旋警報，並針對東加及瓦利斯島發布烈風警報。次日清晨，斐濟氣象局針對東加北部發布大風警報，斐濟氣象局隨後於當日上午認為塔姆不會直接對富圖納島與瓦利斯島造成直接影響，引此取消該兩地的警報 。當天下午，斐濟氣象局認為塔姆可能對紐埃造成影響，對其發布熱帶氣旋警報。1月13日，斐濟氣象局取消對東加發布的警報，並將紐埃納入發布大風警報，隨著塔姆進入南冰洋，斐濟氣象局取消所有發布的警報。
1月11日，熱帶性低氣壓04F在羅圖馬創下24小時內293.2毫米的強降雨紀錄，但並未對當地造成破壞。隨著熱帶性低氣壓04F被命名為塔姆後，在美屬薩摩亞產生強降雨並引發破壞性的洪水，造成島上約有百分之七十的農作物受損、部分建築淹水及未進行安全措施的房屋屋頂被吹走，當地測得55每小時（15每秒；30節）的最大持續風速與95每小時（26每秒；51節）的最大陣風。報導指出，美屬薩摩亞出現零星的停電 ，並造成土石流的發生，造成約2萬6千元美元的損失。塔姆在富圖納島僅造成些微損失，只有一些樹木遭吹倒，並有一艘遊艇擱淺在礁石上。紐阿福歐島其中一個氣象站測得55每小時（15每秒；30節）的最大持續風速與75每小時（21每秒；40節）的最大陣風，並測得991百帕斯卡的最低氣壓。紐埃亦只受輕微的影響，只有零星的停電與樹枝掉落。